# Schloss Dymokury

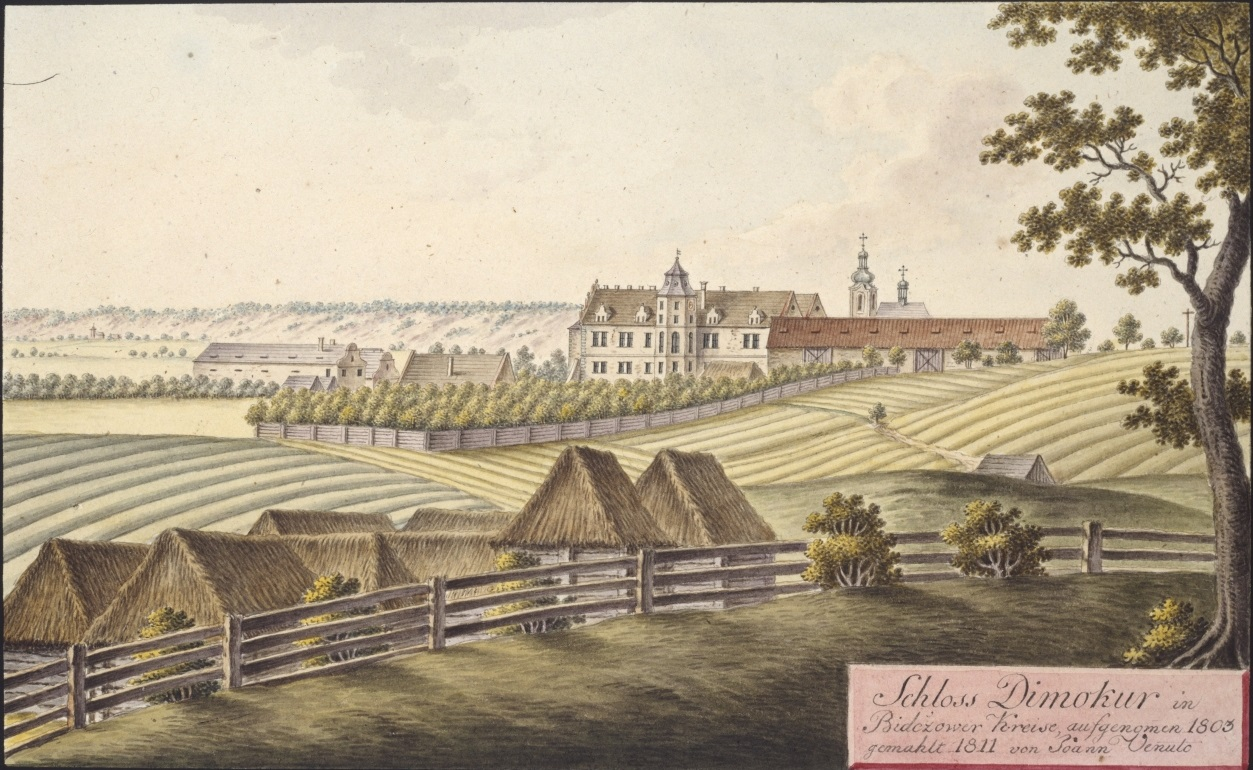
Schloss Dimokur in Bidczower Kreise, von Johann Venuto (1811)

Das Schloss Dymokury (deutsch: Schloss Dimokur) in der gleichnamigen Ortschaft Dymokury gehört zum Bezirk Nymburk in Tschechien.

## Geschichte

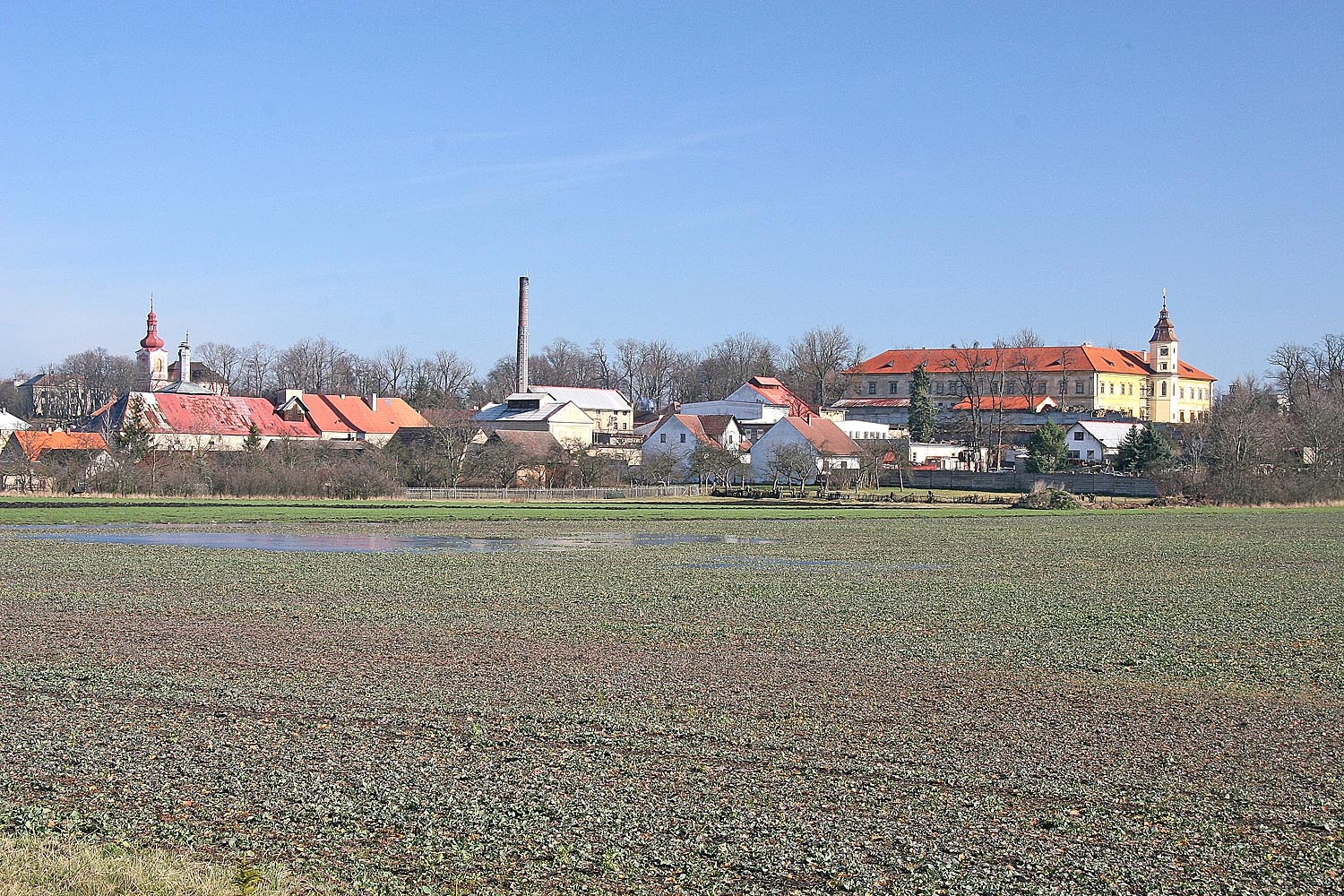
Dymokury

An der Stelle des heutigen Schlosses Dymokury stand im 14. Jahrhundert eine Feste, die als Sitz der Herrschaft diente. Nach mehreren Besitzerwechseln kam sie 1573 an das Adelsgeschlecht Waldstein und 1614 an dessen Verwandten Albrecht Jan Smiřický von Smiřice. Er veranlasste den Umbau der Feste zu einem Renaissanceschloss. 1660 erfolgte unter Wilhelm Lamboy von Cortesheim der Anbau des westlichen Flügels. Während der Herrschaft der Colloredo-Wallsee wurden zwei weitere Flügel sowie der Schlossturm errichtet. 1723 erfolgte der Bau der Schlosskapelle Mariä Sieben Schmerzen. 
Franz Karl von Colloredo-Wallsee veranlasste 1787 dem Umbau zu einem dreiflügeligen Barockschloss. 1833 kamen Schloss und Herrschaft an die Familie Czernin von Chudenitz. Diepold (Děpold) von Czernin veranlasste in den 1870er Jahren den Umbau der Schlosskapelle im Stil der Neugotik und die Erweiterung des Schlossparks. 1945 wurden die Czernin enteignet. Das Schloss ging in staatlichen Besitz über und wurde zeitweise durch das Innenministerium genutzt. Nach der Samtenen Revolution wurde es an die Familie Czernin restituiert.